# Pinochia corymbosa
Pinochia corymbosa är en oleanderväxtart. Pinochia corymbosa ingår i släktet Pinochia och familjen oleanderväxter.

## Underarter
Arten delas in i följande underarter:
- P. c. corymbosa
- P. c. portoricensis